# Hélène Vacaresco
Hélène Vacaresco ou Elena Văcărescu, née le 21 septembre 1864 (3 octobre 1864 dans le calendrier grégorien) à Bucarest et morte le 17 février 1947 à Paris, est une femme de lettres et diplomate franco-roumaine, deux fois lauréate de prix littéraires de l'Académie française.

## Biographie

### Origine, jeunesse et études
Par son père, Ioan Văcărescu, Hélène Vacaresco descend d'une lignée de boyards de Valachie, qui compte Ienăchiță Văcărescu, le poète qui écrivit la première grammaire roumaine. Elle est aussi la nièce des poètes Iancou Văcărescu et de Marițica Bibescu. Par sa mère, Eufrosina Fălcoianu, elle descend de la famille des Fălcoi, boyards importants à l'époque de Michel Ier le Brave.
Elle passe la plus grande partie de sa jeunesse à la propriété de la famille des Vacaresco, près de Târgoviște.
Hélène Văcărescu étudie d'abord la littérature anglaise, grâce à sa gouvernante anglaise, puis la littérature française à Paris, où elle rencontre Victor Hugo, qu'elle évoquera plus tard dans ses mémoires. Elle suit des cours de philosophie, d'esthétique et d'histoire, ainsi que des cours de poésie avec Sully Prudhomme.
Un autre événement qui marque ses jeunes années fut la guerre russo-turque de 1877-1878, à laquelle la jeune Roumanie prend part aux côtés de l'Empire russe contre l'Empire ottoman, ce qui a pour effet d'amener la communauté internationale à reconnaître son indépendance au Congrès de Berlin (1878). Le père d'Hélène prend part aux combats, une expérience qui influencera son premier livre publié en 1886.

### Carrière
Selon le journaliste et écrivain Robert Scheffer (1863-1926, qui a servi à la cour de Roumanie de 1886 à 1891 comme bibliothécaire et secrétaire de la reine Élisabeth de Roumanie), la carrière d’Hélène Văcărescu doit beaucoup à l'affection de cette souveraine qui, ayant perdu un enfant en bas âge et n'en ayant pas d'autre, reporta son amour maternel sur la petite Hélène, patronna son éducation et l'envoya en France pour continuer ses études. Hélène Văcărescu revint à la cour de Roumanie en 1888 comme demoiselle d’honneur. Son influence sur la reine n'était pas seulement due à son talent littéraire, mais aussi au fait que les deux dames croyaient au spiritisme, ce que Scheffer, libre-penseur, déplore et brocarde.
En 1889, comme le roi Charles Ier de Roumanie n'a pas d'héritier direct pour lui succéder, il désigne comme futur roi son neveu Ferdinand de Hohenzollern-Sigmaringen, prince allemand qui se retrouve seul dans un pays qu'il ne connaît pas, se lie d'amitié avec Hélène, tombe amoureux d'elle, et finalement exprime le désir de l'épouser. Mais la Constitution de la Roumanie interdit à son roi Hohenzollern de se marier avec une Roumaine, afin d'éviter qu'une famille de boyards, plutôt qu'une autre, prenne l'ascendant à la Cour (avant les Hohenzollern, les principautés roumaines avaient eu une monarchie élective : les familles aristocratiques régnaient à tour de rôle). La reine Élisabeth, tentant d'encourager cette union inconstitutionnelle, est exilée par son époux à Neuwied pour deux années. Hélène est à Paris et Ferdinand est sommé par son oncle, le roi, de trouver une fiancée acceptable par la Couronne : ce sera Marie d'Édimbourg.
Toujours en 1889, Hélène Văcărescu reçoit le prix Archon-Despérouses.
Durant la Première Guerre mondiale, elle combat la propagande allemande. 

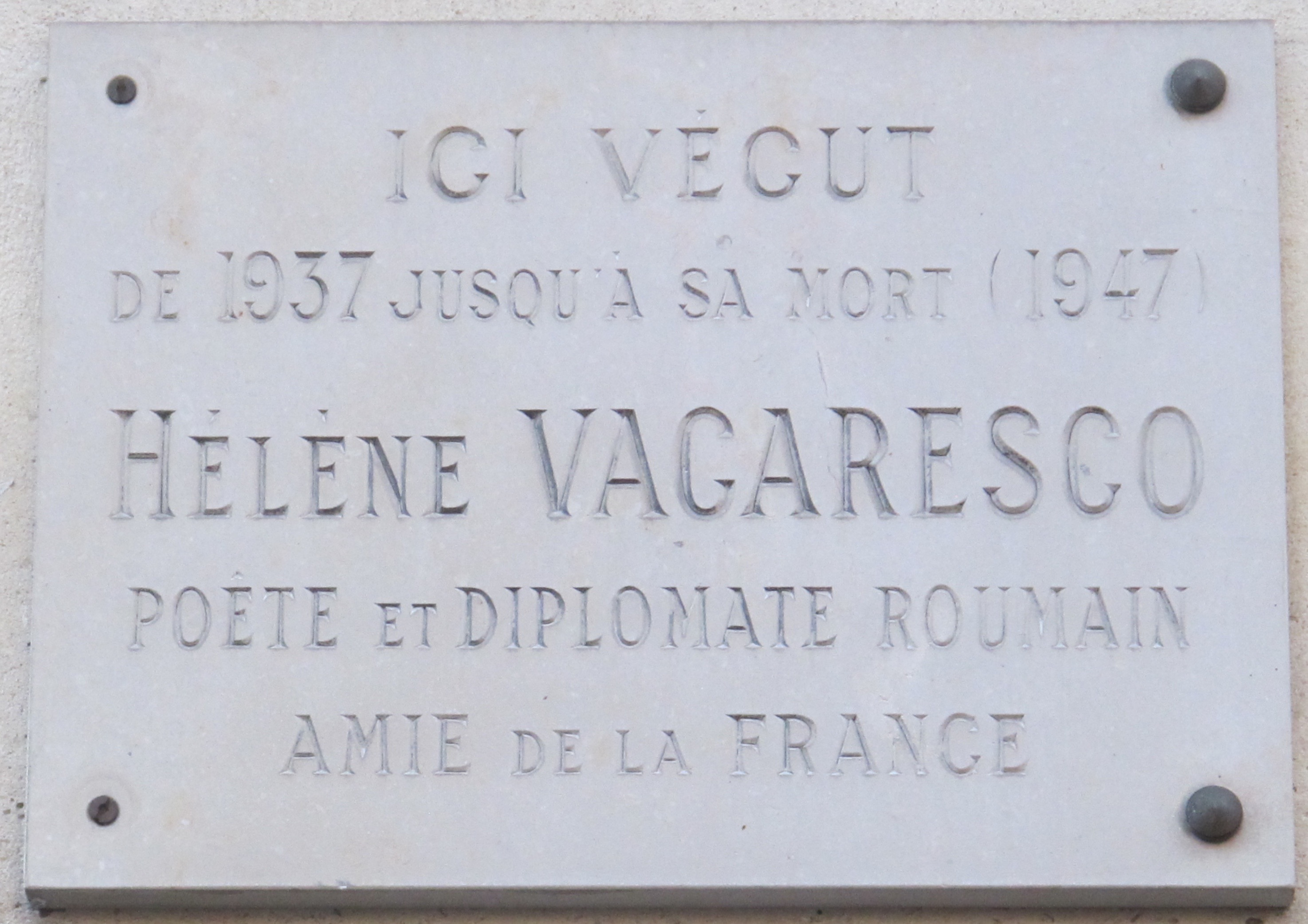
Plaque au n°7 rue de Chaillot (16e arrondissement de Paris), où Hélène Văcărescu vécut de 1937 jusqu'à sa mort en 1947.

En 1925, Hélène Văcărescu devient la première femme élue membre de l'Académie roumaine. 
Toujours en 1925, elle est deux fois lauréate de l'Académie française pour ses volumes de poèmes Les Chants d'Aurore et Le Rhapsode de la Dâmbovitza. En 1921, Aristide Briand, le ministre français des Affaires étrangères, la fait nommer chevalier de la Légion d'honneur,.
Elle traduit en français les ouvrages de poètes roumains tels que Mihai Eminescu, Lucian Blaga, Octavian Goga, George Topârceanu, Ion Minulescu et Ion Vinea. Elle a créé le prix Femina Vacaresco.
Elle est présidente d'honneur de l'Académie féminine des lettres. Secondée par Nicolas Pillat, elle patronne la création à Paris en 1930 du Comité international pour la diffusion des arts et des lettres par le cinématographe.
À sa création en 1918, Hélène Văcărescu devient membre de l'Association roumaine pour la Société des Nations (SDN). L'année suivante, elle en devient la secrétaire générale et en mars, elle participe avec le juriste Démètre Negulesco à la conférence des associations pour la SDN, qui se tient à Londres. Membre de la délégation roumaine à la SDN, elle participe à la séance de constitution du 10 janvier 1920 et à la première session, qui a lieu en novembre. La même année, elle est nommée par le gouvernement roumain déléguée permanente de son pays à la SDN, poste qu'elle occupe sans interruption pendant deux décennies. Jusqu'en 1936, elle seconde le diplomate Nicolae Titulescu, « le vrai spiritus rector des intérêts roumains à Genève ». Chaque automne, elle participe aux réunions de la SDN à Genève et participe à des activités très diverses (« missions diplomatiques, rencontres et conférences internationales, réunions publiques avec des discours, comités et jury littéraires, cinématographiques, artistiques, féministes, philanthropiques etc. »), tandis qu'à Paris, l'ambassade roumaine lui confie des missions diplomatiques, y travaillant également un temps comme conseillère culturelle et presse. À la SDN, elle soutient la création de l'Institut international de coopération intellectuelle. Constantin Iordan la décrit comme « l'une des plus cultivées personnes de sa génération, témoin avisé de son temps, qui a joué un rôle considérable sur l'échiquier diplomatique de l’époque ».
Elle sera entre autres membre des Amis des lettres françaises (diffusion de la pensée française à l'étranger), présidente du Comité international de la parole ainsi que membre d'honneur de la société bibliophile des Cent femmes amis des livres (éditions de luxe d'ouvrages écrits par des femmes réservées aux membres de la société).
À Genève, elle vit à l'hôtel des Bergues. À Paris, elle vit successivement à partir de 1916 au n°5 rue Washington, au n°27 avenue Kléber puis au n°7 rue de Chaillot (1937-1947). Une plaque apposée à ce dernier domicile lui rend hommage.
Hélène Văcărescu est inhumée dans la crypte familiale de la famille des Vacaresco au cimetière Bellu de Bucarest.

## Œuvres

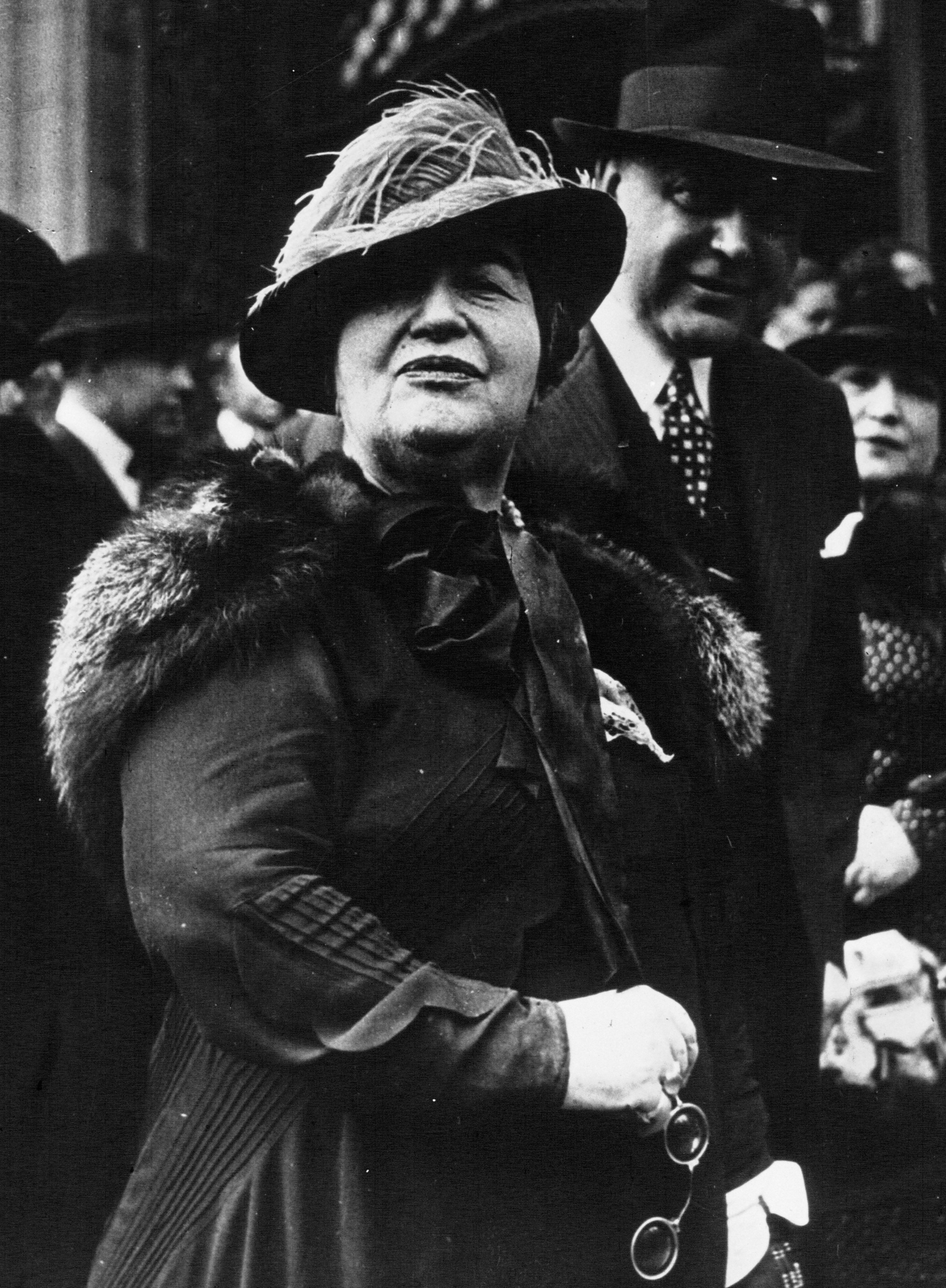
Hélène Văcărescu déléguée à la Société des Nations en 1936.

### Poésie
- Chants d'aurore, 1886 - Prix Archon-Despérouses de l’Académie française en 1889
- L'Âme sereine, 1896
- Lueurs et Flammes, 1903
- Le Jardin passionné, 1908
- La Dormeuse éveillée, 1914

### Thèmes folkloriques interprétés
- Le Rhapsode de la Dâmbovița, 1889 - Prix Jules-Favre de l’Académie française en 1901
- Nuits d'orient, 1907
- Dans l'or du soir, 1927

### Romans
- Amor vincit, 1908
- Le Sortilège, 1911

### Mémoires
- Kings and Queens I Have Known, 1904 Lire en ligne
- Souvenirs de Parisiennes en temps de guerre recueillis par Mme Camille Clermont. (Mme Alphonse Daudet. Mme Andrieu, sous-préfète de Soissons. Duchesse d'Uzès. Mme Suzanne Dejust-Defiol. Mlle A. Dyvrande. Mme René Acollas. Mme A. Guerquin d'Auriac. Mlle Hélène Vacaresco. Mme M.-L. Dromart. Mlle M. Pattez. Mme Lola Noyr. Mme L. Dorliat. Une Mimi Pinson.)  (préf. Maurice Donnay), Paris, Berger-Levrault, 1918, 235 p.[7]
- Mémorial sur le mode mineur, 1945
- Le Roman de ma vie

### Théâtre
- Stâna (« La bergerie »), 1904
- Pe urma dragostei (« Cherchant l'amour »)

### Livrets d'opéras
- Le Cobzar, drame lyrique en 1 acte. - Livret de Paul Milliet et Hélène Vacaresco, musique de Gabrielle Ferrari. - 1re représentation : Monte-Carlo, Opéra, 16 février 1909.
- Le Tartare, tableau musical. 1re exécution : Paris, 19 juin 1906

## Hommages
- À Bucarest, une école porte son nom[8].
- Un cratère vénusien, Văcărescu, est également nommé en son honneur[9].